# Pas cobert al carrer del Forn II (Claravalls)
Pas cobert al carrer del Forn II és una obra a Claravalls, al municipi de Tàrrega (Urgell) inclosa a l'Inventari del Patrimoni Arquitectònic de Catalunya.

## Descripció
Pas cobert en molt mal estat. Al contrari de la majoria, aquest no està format per cap arc ni volta, sinó que és un simple sostre de bigues de fusta a banda i banda del carrer. Sobre les quals hi ha edificada una planta. L'època aproximada de la seva construcció és del segle xviii.